# Dimophora nitens
Dimophora nitens là một loài tò vò trong họ Ichneumonidae.